# 比克爾斯棘龍屬
比克爾斯棘龍屬（學名：Becklespinax）是獸腳亞目肉食龍下目恐龍的一屬，牠的模式標本是三個脊椎與神經棘，在1884年發現於英格蘭薩西克斯。這些化石被認為是屬於下白堊紀時代。比克爾斯棘龙可能有8公尺長及1.5公噸重。

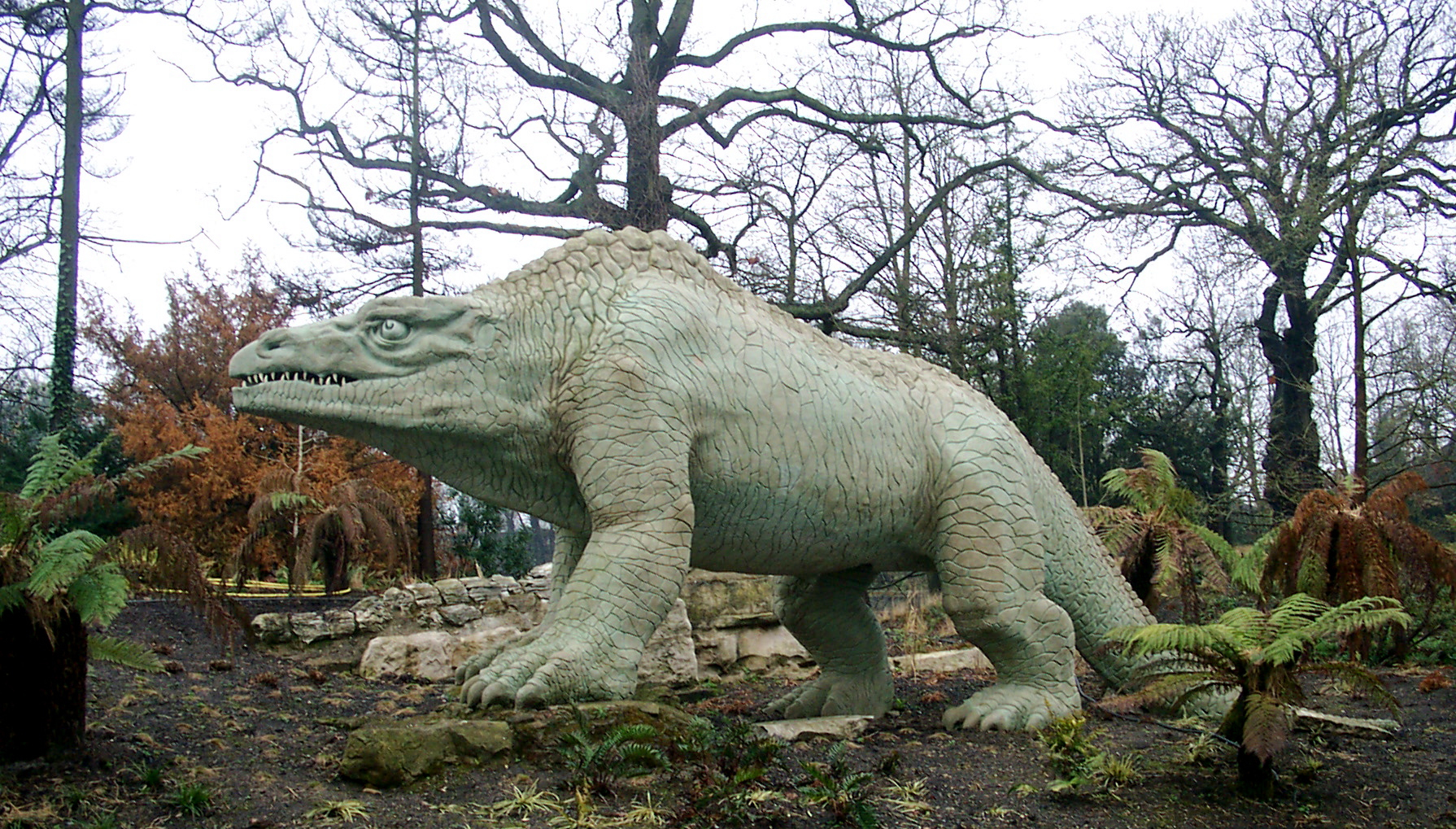
倫敦水晶宮公園的早期斑龍模型，高背部是參考比克爾斯棘龍的化石

比克爾斯棘龙的分類歷史很複雜。牠的脊椎原先被假設是與一些獸腳亞目恐龍的牙齒有關，而被歸類於斑龍超科的頂棘龍。之後發現這個歸類是沒有理據的，而這些脊椎被葛瑞格利·保羅歸類於高棘龍的新種，長棘高棘龍（Acrocanthosaurus altispinax）。在1991年，牠被建立為新屬，模式種是長棘比克爾斯棘龍（B. altispinax），屬名是為紀念其發現者塞繆爾·比克爾斯（Samuel h. beckle）。比克爾斯棘龙當時被歸類於新建立的中華盜龍科。
在19世紀末期完成的倫敦水晶宮公園的早期斑龍模型，高背部是參考比克爾斯棘龍的化石。
在比克爾斯棘龍的三個已發現背椎，神經棘末端1/3段落有不規則的表面。前兩個神經棘筆直，最接近神經棘的高度是其他兩個的約2/3高度。比克爾斯棘龍的第三節神經棘較短，原先被認為可能是因為斷裂造成的。但是，近年發現的昆卡獵龍的最前兩節臀部脊椎較高，顯示比克爾斯棘龍的神經棘可能也是相同狀況。

## 外部連結
- Becklespinax （页面存档备份，存于） Dinosaur Mailing List Archive, 18 Feb 1997 15:42, Cleveland Museum of Natural History